# Godyris gonussa
Godyris gonussa är en fjärilsart som beskrevs av William Chapman Hewitson 1855. Godyris gonussa ingår i släktet Godyris och familjen praktfjärilar. Inga underarter finns listade i Catalogue of Life.